# Enric de Grosmont
Enric de Grosmont KG (vers 1310 - 23 de març de 1361), Duc de Lancaster, va ser un membre de la família reial anglesa al segle xiv i un diplomàtic i militar prominent.
Era fill i hereu del tercer comte de Lancaster Enric III, i va convertir-se en un dels comandants més destacats del rei Eduard III durant les primeres etapes de la Guerra dels Cent Anys, en la qual es distingí amb la victòria a la batalla d'Auberoche. Va comandar els contingents francesos en el setge d'Algesires.
Va ser un dels membres fundadors de l'Orde de la Garrotera, i el 1351 va ser distingit amb el títol de Duc. En tornar a Anglaterra després dels seus èxits a la guerra va emmalaltir, probablement de la segona ona de pesta bubònica que va afectar el regne, i morí el mateix any al Castell de Leicester.